# تپه گنجه ۲
تپه گنجه ۲ مربوط به دوره اشکانیان - سده‌های اولیه دوران‌های تاریخی پس از اسلام است و در شهرستان ازنا، بخش جاپلق، دهستان جاپلق شرقی، ۳۰۰ متری غرب روستای گنجه واقع شده و این اثر در تاریخ ۷ اسفند ۱۳۸۶ با شمارهٔ ثبت ۲۱۳۷۱ به‌عنوان یکی از آثار ملی ایران به ثبت رسیده است.